# My Forbidden Past

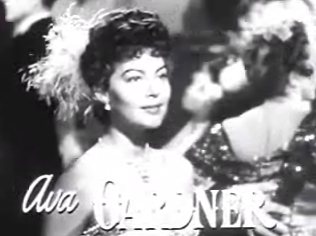
Ava Gardner em outra cena do trailer de My Forbidden Past.

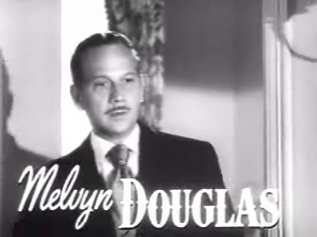
Melvyn Douglas no trailer de My Forbidden Past.

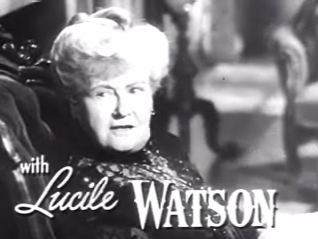
Lucile Watson no trailer de My Forbidden Past.

My Forbidden Past (Brasil: Orgulho e Ódio) é um filme estadunidense de 1951, do gênero drama romântico, dirigido por Robert Stevenson e estrelado por Robert Mitchum e Ava Gardner.

## A produção
Típico produto da era Howard Hughes na RKO Radio Pictures, a história dos bastidores é tão conturbada quanto o próprio filme. Inicialmente, ficou acordado que a película seria uma coprodução entre o estúdio e o autor do romance ''Carriage Entrance'', Polan Banks, no qual o roteiro se basearia. Entretanto, Hughes não aprovou a estrela, Ann Sheridan, e engavetou o projeto, até ser processado por Banks.
Por fim, a RKO assumiu o filme, com Banks como um dos produtores e Ava Gardner, emprestada pela MGM, na liderança do elenco. Ann Sheridan, por sua vez, não ficou nada satisfeita e também entrou com uma ação contra o estúdio. Com a causa ganha, o acordo celebrado garantia a ela o papel principal da aventura Appointment in Honduras, realizado em 1953.
O resultado final de My Forbidden Past, contudo, foi decepcionante. Apesar dos figurinos luxuosos e cenários opulentos, o filme fracassou nas bilheterias e registrou um prejuízo de 700.000] dólares, em valores da época.

## Sinopse
Nova Orleans, década de 1890. Barbara Beaurevel recebe uma inesperada herança e usa o dinheiro em um plano cruel para conquistar o coração de Mark Lucas, um médico casado. Ela pede ao primo Paul que tente seduzir Corinne, a esposa do doutor, para deixar o caminho livre para si. Mas o plano falha e logo depois Corinne aparece morta. Quando o doutor é acusado de assassinato, ela decide testemunhar a favor dele, mas para isso terá de revelar o passado nada edificante da avó que lhe deixou a fortuna.

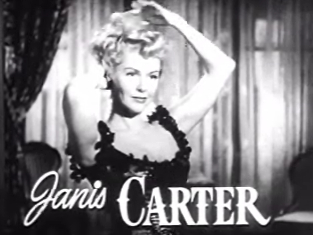
Janis Carter também em cena do trailer do filme.

## Elenco
| Ator/Atriz       | Personagem         |
| ---------------- | ------------------ |
| Robert Mitchum   | Doutor Mark Lucas  |
| Ava Gardner      | Barbara Beaurevel  |
| Melvyn Douglas   | Paul Beaurevel     |
| Lucile Watson    | Tia Eula Beaurevel |
| Janis Carter     | Corinne Lucas      |
| Gordon Oliver    | Clay Duchesne      |
| Basil Ruysdael   | Dean Cazzley       |
| Clarence Muse    | Pompey             |
| Walter Kingsford | Delegado           |
| Jack Briggs      | Philippe           |
| Will Wright      | Luther Toplady     |